# Dobromilice
Obec Dobromilice se nachází v okrese Prostějov v Olomouckém kraji. Žije zde 796 obyvatel. K vesnici patří i samota Bajajka.

## Historie
První písemná zmínka o obci pochází z roku 1280.

## Obyvatelstvo

### Struktura
Vývoj počtu obyvatel za celou obec i za jeho jednotlivé části uvádí tabulka níže, ve které se zobrazuje i příslušnost jednotlivých částí k obci či následné odtržení.
| Místní části   | Místní části     | 1869 | 1880 | 1890 | 1900 | 1910 | 1921 | 1930 | 1950 | 1961 | 1970 | 1980 | 1991 | 2001 | 2011 | 2021 |
| -------------- | ---------------- | ---- | ---- | ---- | ---- | ---- | ---- | ---- | ---- | ---- | ---- | ---- | ---- | ---- | ---- | ---- |
| Počet obyvatel | část Dobromilice | 884  | 938  | 1247 | 1238 | 1337 | 1177 | 1257 | 1026 | 1094 | 993  | 909  | 792  | 786  | 789  | 815  |
| Počet domů     | část Dobromilice | 165  | 193  | 207  | 215  | 219  | 223  | 270  | 281  | 283  | 276  | 265  | 282  | 264  | 263  | 254  |

## Pamětihodnosti
- Zámek Dobromilice s ohradní zdí a bránou
- Sýpka před zámkem
- Zděný silniční most ze 16. století.
- Farní kostel Všech svatých
- Hrobka Bukuwků za kostelem u obvodní zdi bývalého hřbitova
- Socha svatého Jana Evangelisty
- Socha svatého Jana Nepomuckého a Jana Sarkandra na mostě
- Ohrada z válků ve vsi podél vozovky

## Významní rodáci
- Vladimír Pukl (1896-1970), český malíř, sochař, grafik, typograf a pedagog.

## Galerie

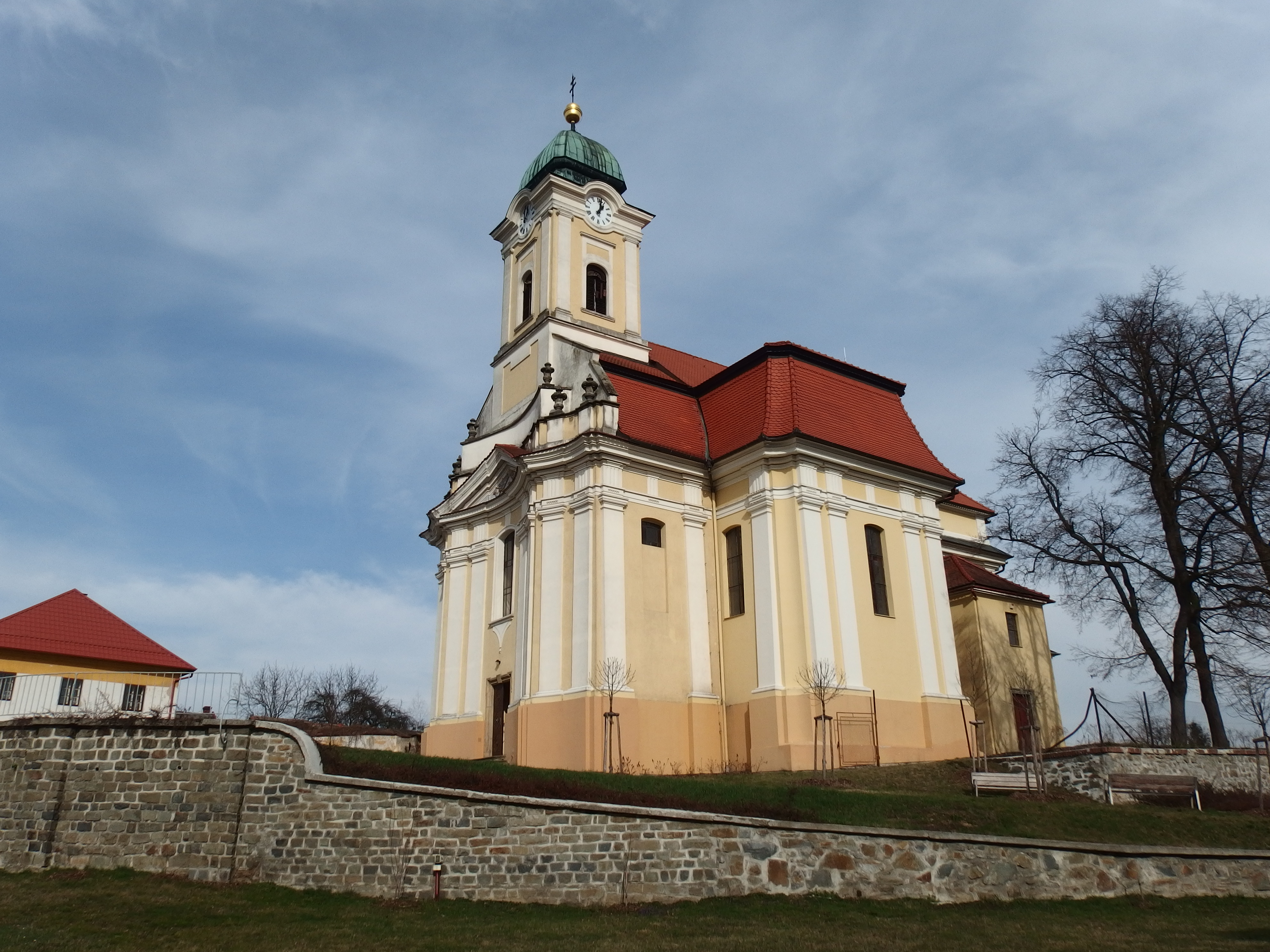
Kostel Všech svatých
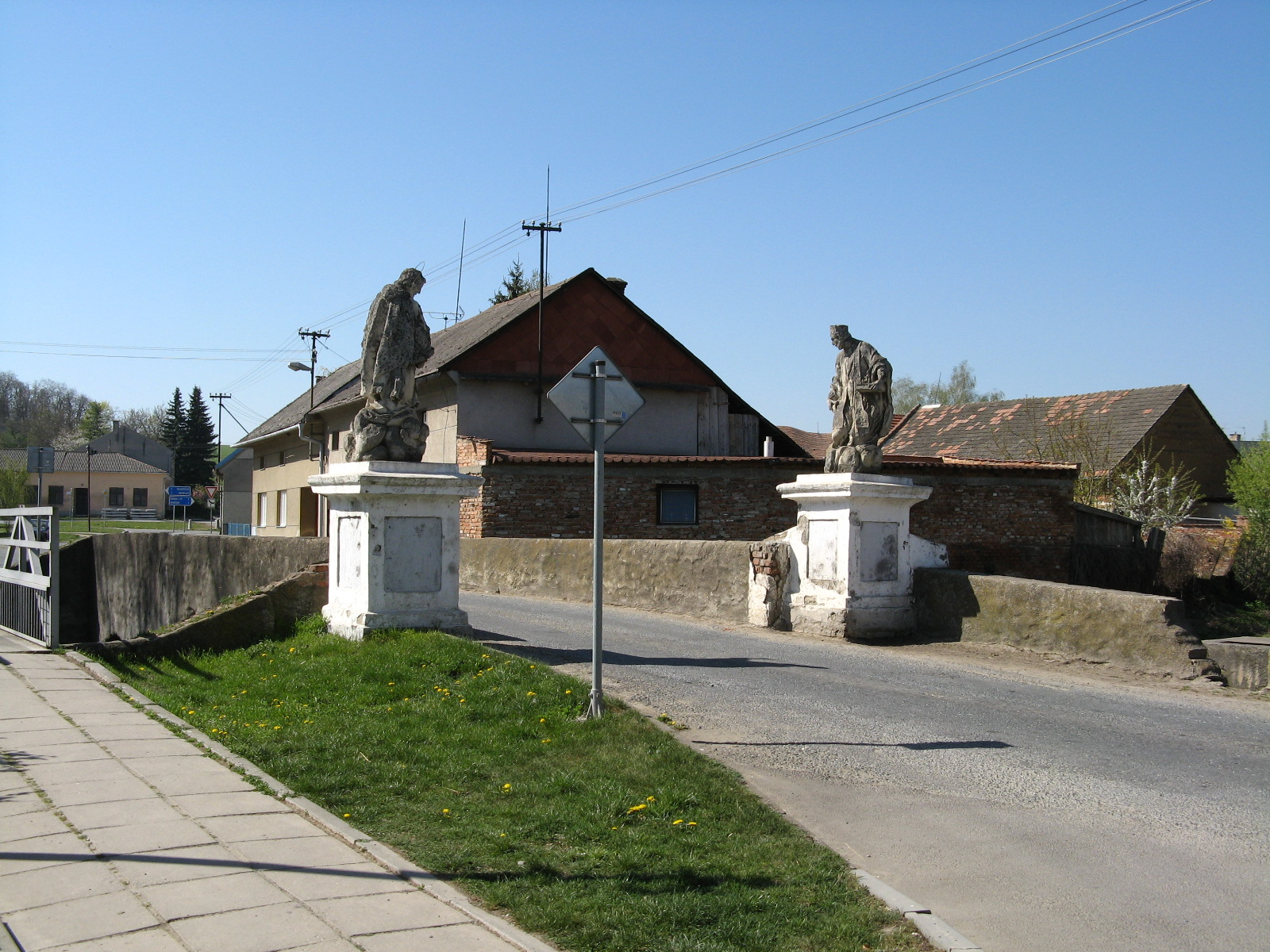
Most se sochami sv. Jana Nepomuckého a sv. Jana Sarkandra
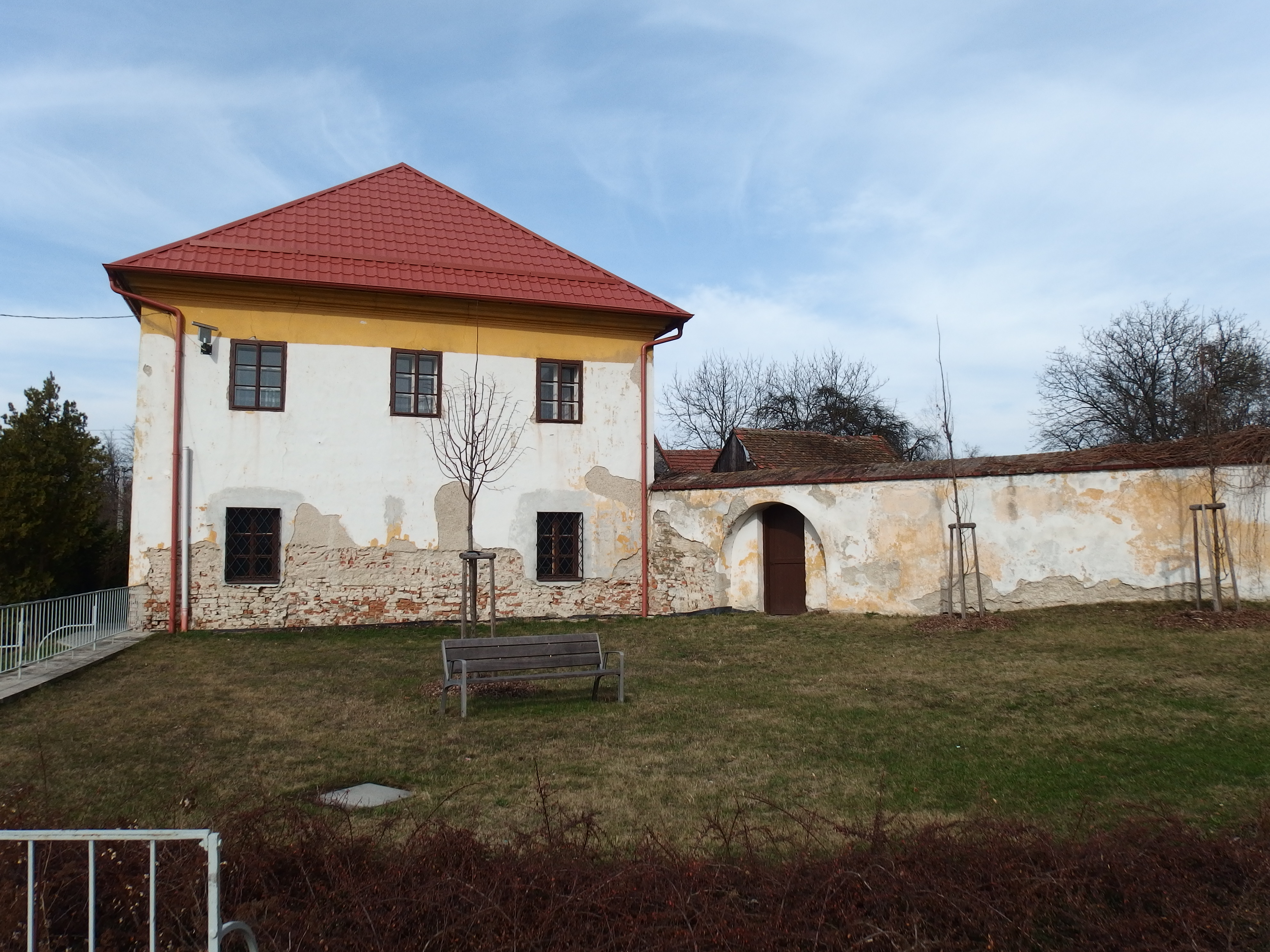
Fara
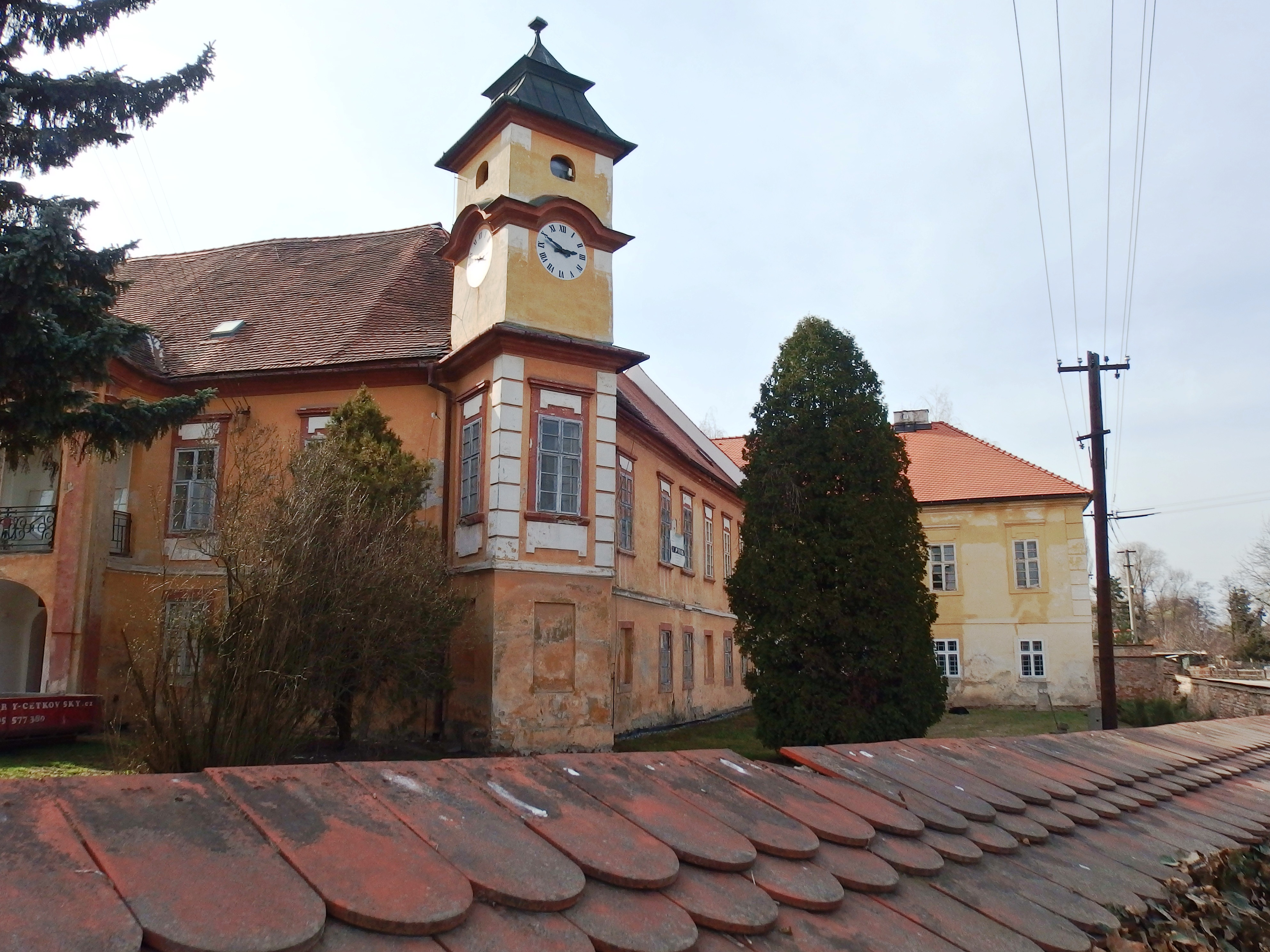
Zámek
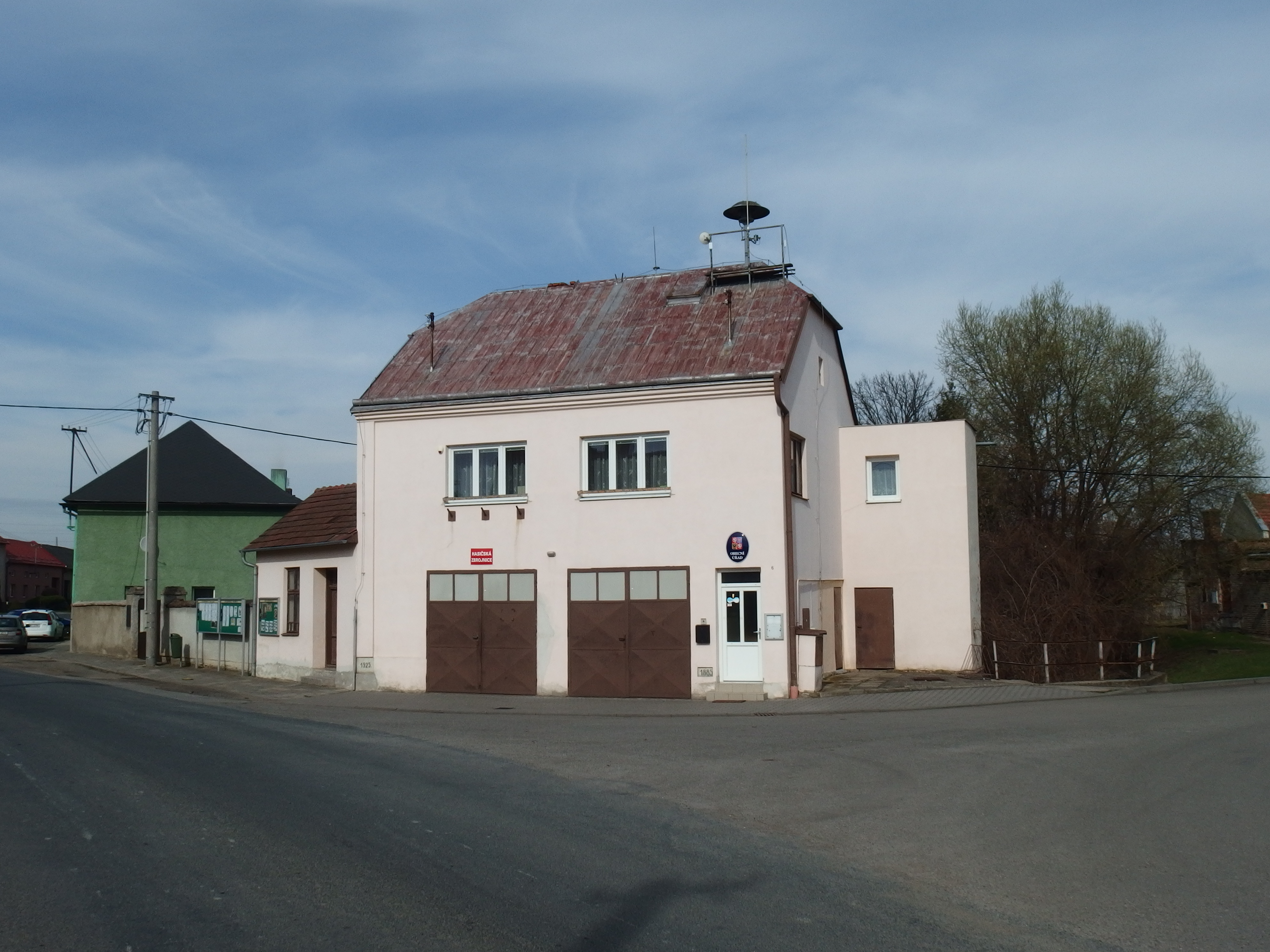
Obecní úřad a hasičská zbrojnice
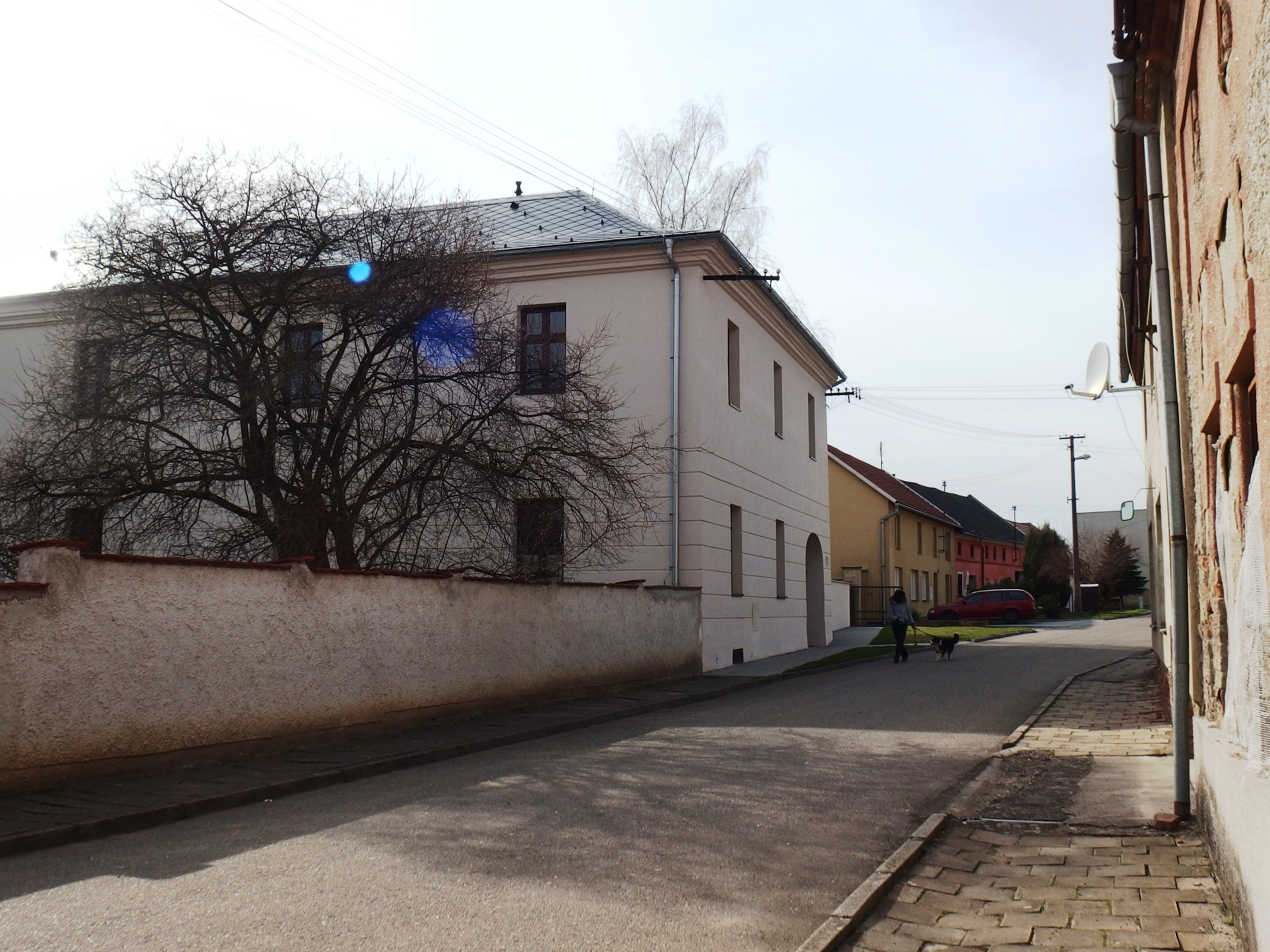
Regionální muzeum v Dobromilicích
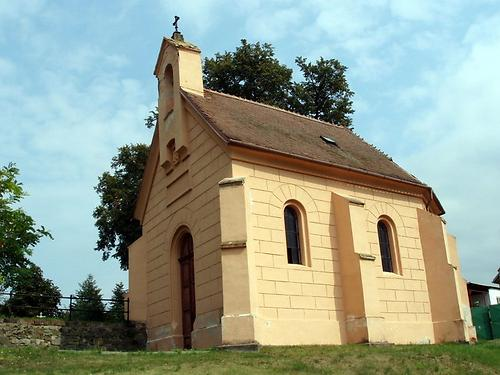
kaple
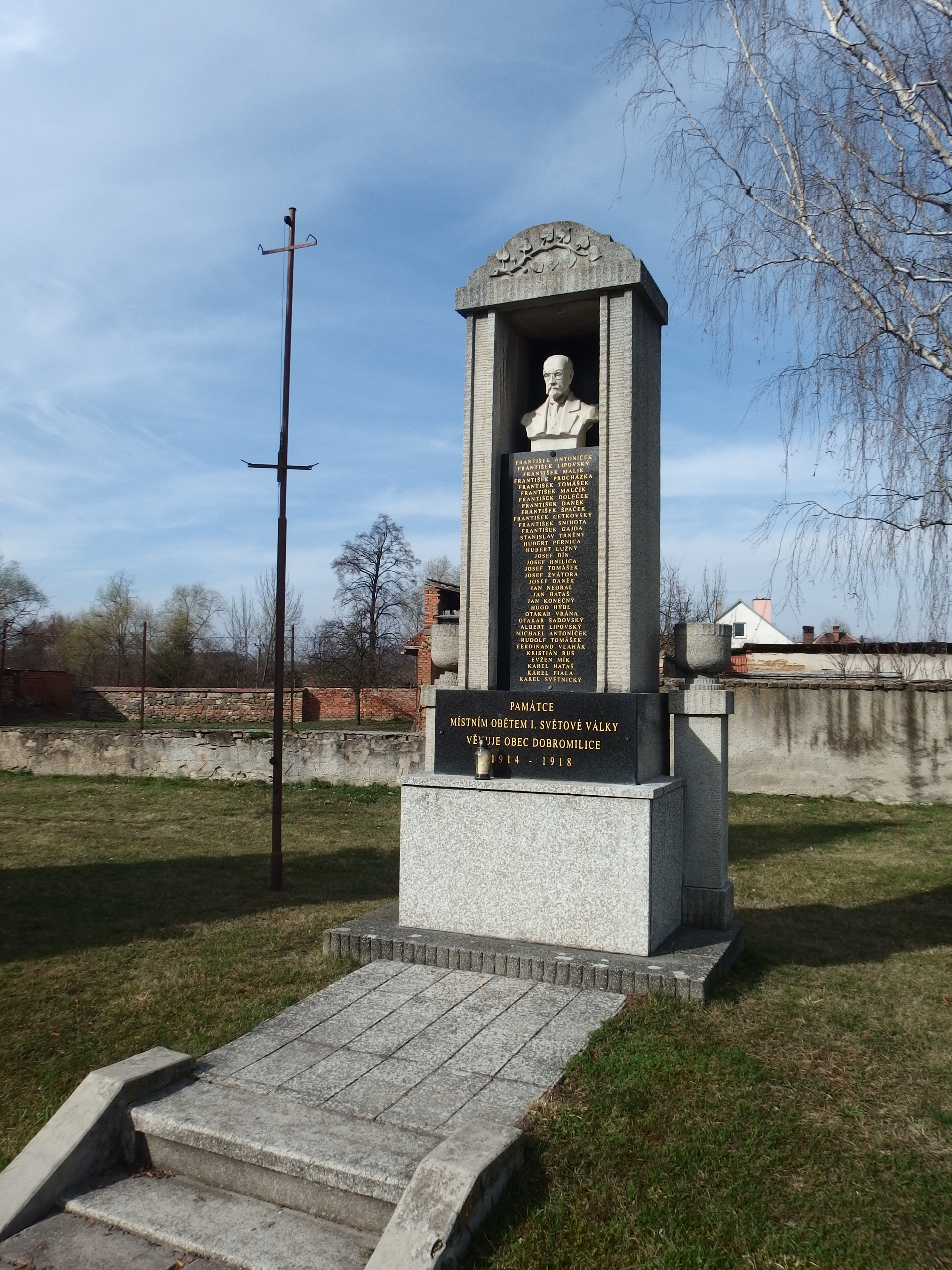
Pomník obětem I. sv. války
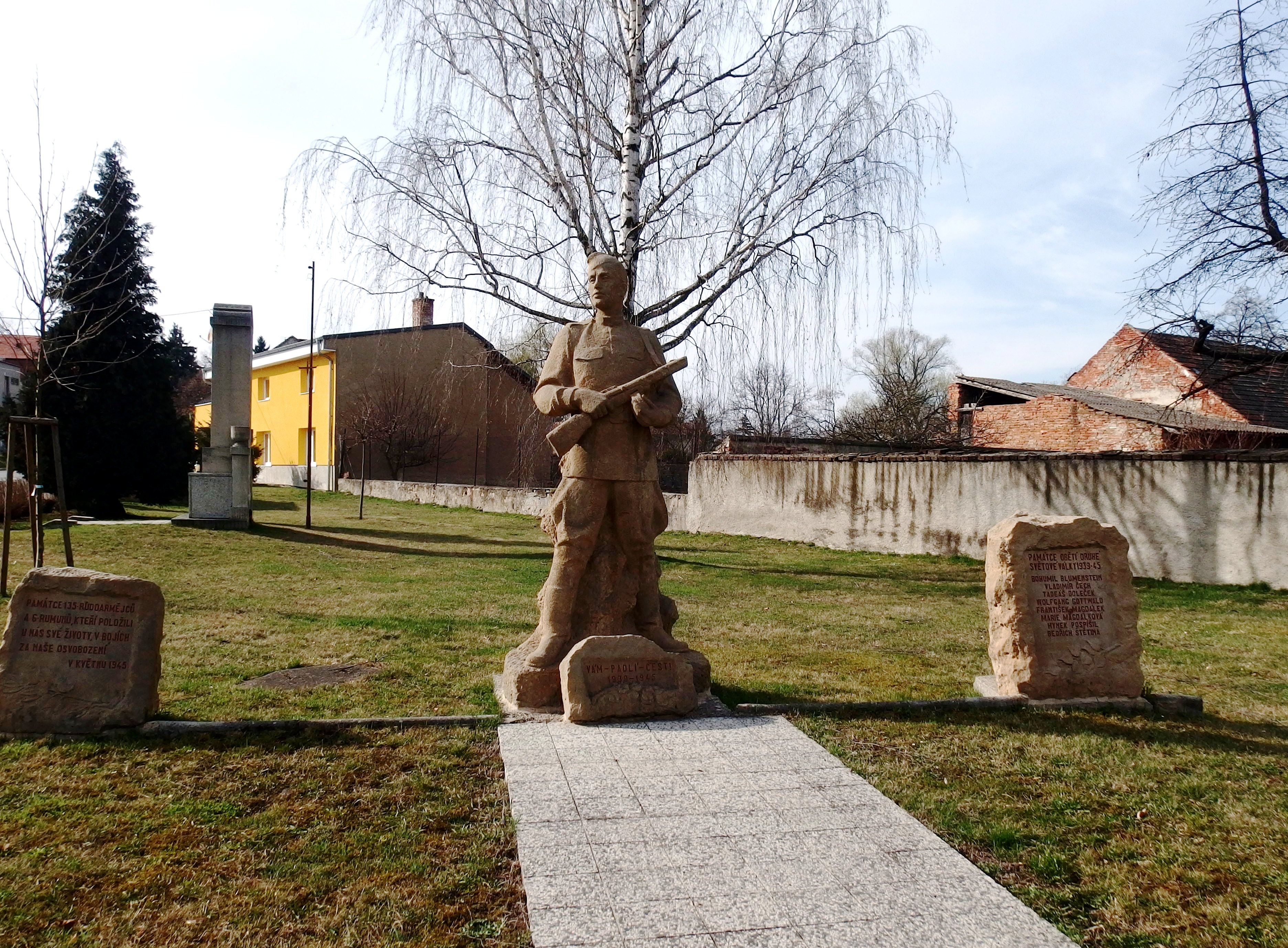
Pomník obětem II. sv. války
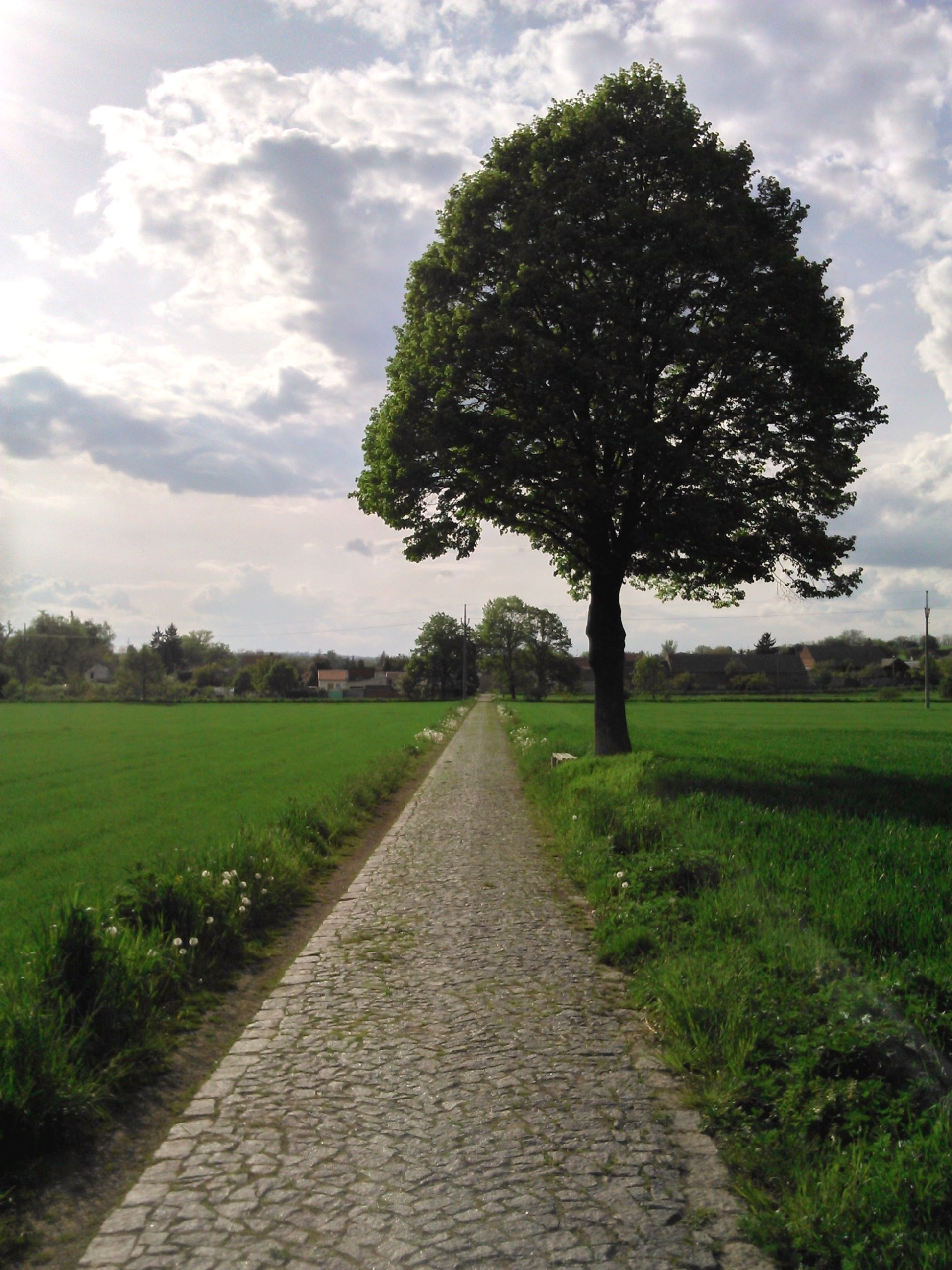
cestička mezi Dobromilicemi - Hradčany